# 태평양대꼬리박쥐
태평양대꼬리박쥐 또는 태평양칼집꼬리박쥐(Emballonura semicaudata)는 대꼬리박쥐과에 속하는 박쥐의 일종이다. 아메리카 사모아와 피지, 괌, 미크로네시아, 팔라우, 사모아, 통가 그리고 바누아투에서 발견된다. 자연 서식지는 동굴이다. 서식지 감소로 멸종 위협을 받고 있다.